# Mahlon Dickerson Manson

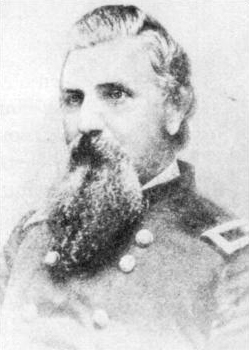
Mahlon Dickerson Manson

Mahlon Dickerson Manson (* 20. Februar 1820 in Piqua, Ohio; † 4. Februar 1895 in Crawfordsville, Indiana) war ein US-amerikanischer Offizier und Politiker. Zwischen 1871 und 1873 vertrat er den Bundesstaat Indiana im US-Repräsentantenhaus; von 1885 bis 1886 amtierte er als dessen Vizegouverneur.

## Werdegang
Mahlon Manson besuchte die öffentlichen Schulen seiner Heimat. Anschließend arbeitete er im Montgomery County in Indiana als Lehrer. Danach studierte er am Ohio Medical College in Cincinnati Medizin. Später hielt er in New Orleans medizinische Vorträge. Während des Mexikanisch-Amerikanischen Krieges war er in den Jahren 1847 und 1848 Hauptmann einer Freiwilligeneinheit. Nach dem Krieg arbeitete Manson als Apotheker in Crawfordsville. Während des Bürgerkrieges stieg er zwischen 1861 und 1864 vom Hauptmann bis zum Brigadegeneral im Heer der Union auf. Manson wurde am 30. August 1862 in der Schlacht von Richmond, Kentucky am Oberschenkel verwundet, von konföderierten Streitkräften gefangen genommen und später ausgetauscht. Von September bis Dezember 1863 kommandierte er als Nachfolger von George Lucas Hartsuff das 23. Korps der Army. Er nahm an mehreren Schlachten teil und wurde dabei auch verwundet. Zwischenzeitlich geriet er in Kriegsgefangenschaft, aus der er durch einen Gefangenenaustausch befreit wurde.
Politisch war Manson Mitglied der Demokratischen Partei. Nachdem er bereits von 1851 bis 1852 dem Repräsentantenhaus von Indiana angehört hatte, kandidierte er im Jahr erfolglos für das Amt des Vizegouverneurs von Indiana. Bei den Kongresswahlen des Jahres 1870 wurde er im siebten Wahlbezirk von Indiana in das US-Repräsentantenhaus in Washington, D.C. gewählt, wo er am 4. März 1871 die Nachfolge von Godlove Stein Orth antrat. Da er im Jahr 1872 nicht bestätigt wurde, konnte er bis zum 3. März 1873 nur eine Legislaturperiode im Kongress absolvieren.
1878 wurde Manson zum State Auditor von Indiana gewählt. In den Jahren 1885 und 1886 war er Vizegouverneur seines Staates und damit Stellvertreter von Gouverneur Isaac P. Gray. Anschließend leitete er bis 1889 die Steuerbehörde im siebten Finanzbezirk von Indiana. Mahlon Manson starb am 4. Februar 1895 in Crawfordsville, wo er auch beigesetzt wurde. Er war mit Caroline Mitchell (1828–1896) verheiratet, mit der er eine Tochter hatte.